# Hans Brosamer

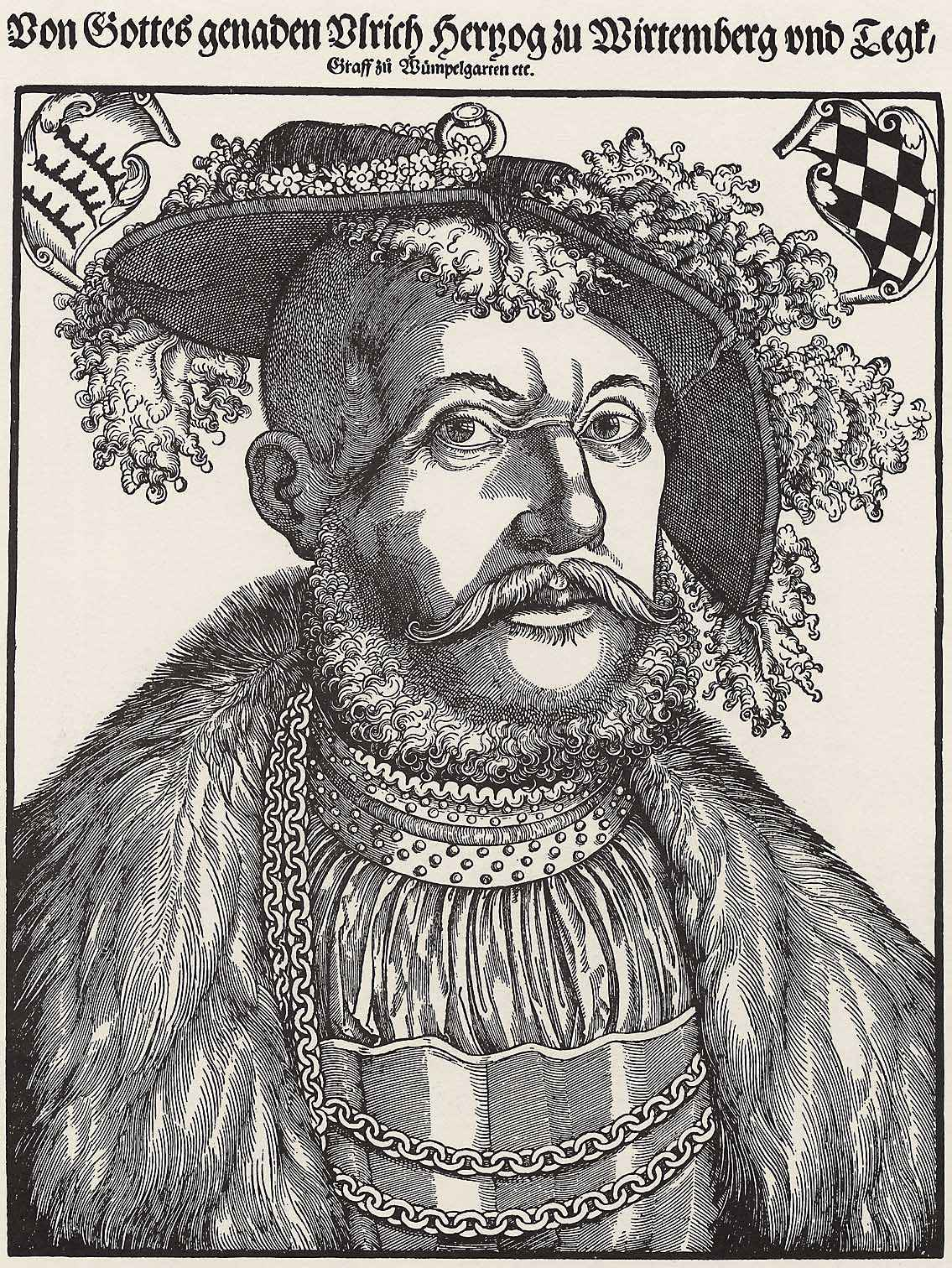
Träsnitt av Ulrich av Württemberg utfört av Hans Brosamer.

Hans Brosamer, född omkring 1500, död 1554, var en tysk konstnär, verksam i Fulda och Erfurt.
Hans Brosamer var starkt influerad av Lucas Cranach d.ä. och Heinrich Aldegrever och mest känd som grafiker, särskilt inom träsnittet. I denna teknik utförde han ett mösteralbum för guldsmeder och har även gjort träsnitt för lutherska bibelupplagor. Målningar av Hans Brosamer är sällsynta.